# Appenzeller Bahnen (1988)

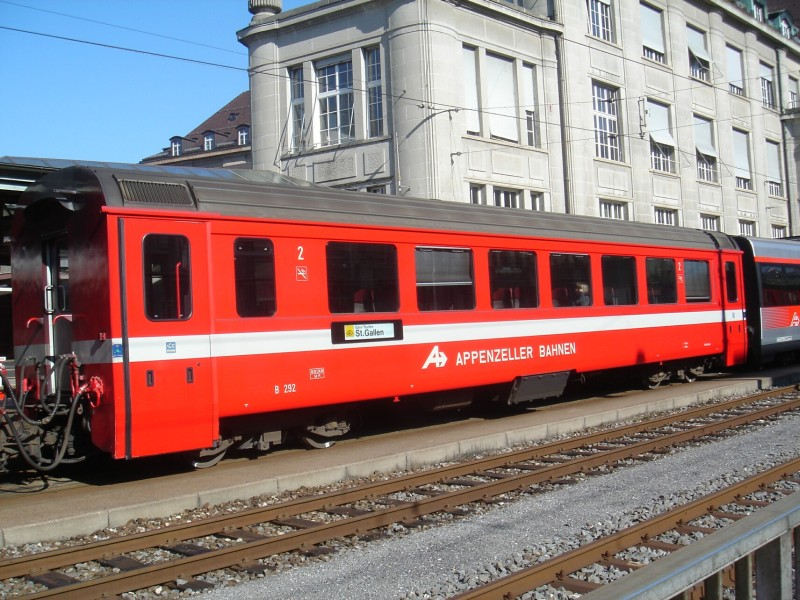
B 292, ein PA-90, im Erscheinungsbild nach der Fusion 1988, St. Gallen 13. Oktober 2005

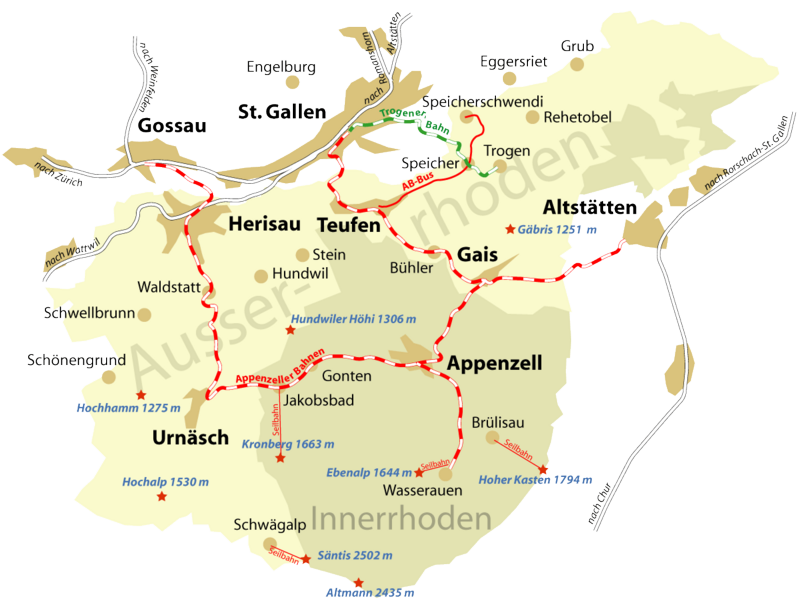
Schienennetz der ehemaligen AB und der TB

Die Appenzeller Bahnen (AB) waren eine Schweizer Bahngesellschaft mit Hauptsitz in Herisau, die ein Netz von Meterspurbahnen in den Kantonen Appenzell Innerrhoden, Appenzell Ausserrhoden sowie St. Gallen betrieben. 
Die Appenzeller Bahnen entstanden 1988 aus der Fusion der Appenzeller Bahn mit der St. Gallen-Gais-Appenzell-Altstätten-Bahn. Sie wurden 2006 wiederum mit der Rorschach-Heiden-Bergbahn, der Bergbahn Rheineck–Walzenhausen und der Trogenerbahn zur neuen, gleichnamigen Gesellschaft Appenzeller Bahnen verschmolzen.

## Geschichte

### Fusion 1988
Die Gesellschaft existiert seit 1885 als Nachfolgerin der Schweizerischen Gesellschaft für Localbahnen, die damals ihren Namen in Appenzeller Bahn (AB) änderte. Mit dem Fusionsvertrag vom 2. Dezember 1988 schlossen sich die Appenzeller Bahn und die St. Gallen-Gais-Appenzell-Altstätten-Bahn (SGA) rückwirkend auf den 1. Januar 1988 zusammen, wobei der Name der erstgenannten Bahn in den Plural gesetzt wurde.
Der Fusion vorausgegangen war ab 1970 eine Gemeinschaftsdirektion, in deren Folge immer mehr Personen für Aufgaben in beiden Unternehmen zuständig waren und die Zusammenarbeit sukzessive verstärkten. In diesem Sinne war die Fusion vor allem ein formaler Schritt. Fahrzeugeinsätze über die Unternehmensgrenzen hinweg gab es schon zuvor, allerdings eingeschränkt durch den Zahnradbetrieb und die engen Kurvenradien der SGA.

### Güterverkehr
Ab 1999 wurde der Güterverkehr im Auftrag von SBB Cargo durchgeführt. Im Verlaufe der Jahre sank aber das Transportvolumen auf noch 180 Güterwagen bzw. 4400 t pro Jahr. Deshalb stellte SBB Cargo den Güterverkehr per Ende 2003 ein.

### Fusion 2006
An den vier Generalversammlungen 2006 wurde die Fusion der Appenzeller Bahnen, rückwirkend auf den 1. Januar 2006, mit der Rorschach-Heiden-Bergbahn (RHB), der Bergbahn Rheineck–Walzenhausen (RhW) und der Trogenerbahn (TB) zu den «neuen» Appenzeller Bahnen beschlossen. Juristisch gesehen handelte es sich dabei um eine Übernahme der anderen Gesellschaften durch die Appenzeller Bahnen.

### Appenzeller Bibliobahn
Eine Besonderheit stellte die Appenzeller Bibliobahn dar: Zwischen 1988 und 2008 verkehrte ein zur Bibliothek umgebauter Bahnwaggon auf dem Schienennetz der Appenzeller Bahnen, welche auch die jährlich anfallenden Rangierkosten übernahmen.

## Ehemalige Gesellschaften
Die Appenzeller Bahnen entstanden aus den folgenden ehemaligen Gesellschaften, die Geschichte dieser Gesellschaften ist in den entsprechenden Artikeln zu finden:
- Appenzeller Bahn (AB) – bis 1885 Schweizerische Gesellschaft für Localbahnen (SGL/SLB)
  - Appenzell-Weissbad-Wasserauen-Bahn (AWW) – bis 1939 Säntisbahn (SB)
- St. Gallen-Gais-Appenzell-Altstätten-Bahn (SGA)
  - Elektrische Bahn St. Gallen–Gais–Appenzell (SGA) – bis 1931 Appenzeller-Strassenbahn-Gesellschaft (ASt)
  - Altstätten-Gais-Bahn (AG)